# La Bande des Jotas
Pour plus de détails, voir Fiche technique et Distribution.
La Bande des Jotas est un long métrage franco-belge écrit et réalisé par Marjane Satrapi, sorti en France le 6 février 2013.

## Synopsis
Un échange involontaire de bagages met en contact deux amis venus en Espagne pour un tournoi de badminton et une femme poursuivie par un gang mafieux, assassins de sa sœur.

## Fiche technique
- Titre : La Bande des Jotas
- Réalisation et scénario : Marjane Satrapi
- Production : François-Xavier Decraene
- Musique : Frédéric Sans
- Effets spéciaux : Antoine Marbach, Damien Stumpf[2]
- Son : Dominique Gaborieau
- Superviseur musical : Élise Luguern
- Durée : 75mm
- Langue originale : français

## Distribution
- Marjane Satrapi : la femme
- Matthias Ripa : Nils
- Stéphane Roche : Didier
- Ali Mafakheri : José et Javier
- Maria de Medeiros : Maria